# Vakuole
En vakuole er et stort depotområde i en celle, bestående af en invagination af cellemembranen.
Dyrecellers vakuoler er mindre end dem i plantecellerne, hvor en stor vakuole anvendes til at regulere cellens tryk og saftspænding. Vakuolen udgør ofte størstedelen af plantecellens volumen. I planteceller indeholder nogle af vakuolerne fordøjelsesenzymer og har derved samme egenskab som lysosomer. Blomsters farver kan også tilskrives vakuolerne i blomstercellerne, de ophober pigmentstoffer for derved at lokke bestøvende insekter til blomsten. Vakuolerne opbevarer desuden mange af de giftstoffer planter producerer for at beskytte sig mod skadedyr og planteædere. Dette gælder f.eks. for nikotin og koffein.